# بخش مرکزی شهرستان بیضا
بخش مرکزی، یکی از بخش‌های شهرستان بیضا در استان فارس ایران است. مرکز این بخش، شهر بیضا است.

## تقسیمات کشوری
- بخش مرکزی شهرستان بیضا
  - دهستان کوشک هزار
  - دهستان بیضا

شهر: بیضا

## جمعیت
بر پایه سرشماری عمومی نفوس و مسکن در سال ۱۳۹۵، جمعیت بخش مرکزی شهرستان بیضا برابر با ۲۷٬۵۹۵ نفر بوده است.